# تيار التشبع

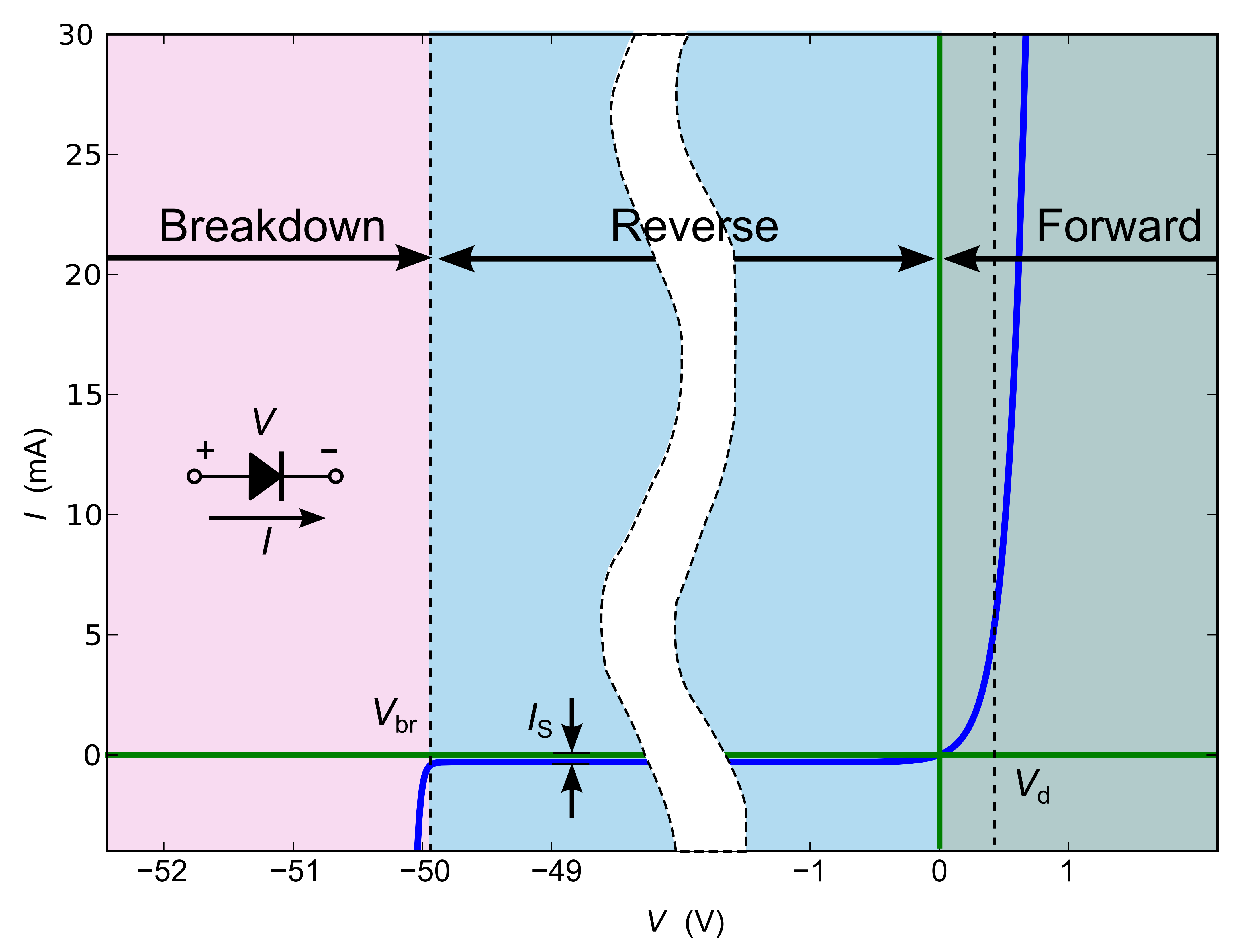
التيار ضد الجهد الكهربائي.

تيار التشبع أو بصورة أدق تيار التشبع العكسي , هو جزء من التيار العكسي الناتج من الصمام الثنائي شبه الموصل, وينتج عن انتقال حاملات الشحنة من المناطق المحايدة إلى مناطق الإنخفاض.

## العلاقة الرياضية
لا يعتمد هذا التيار تقريبا على الجهد العكسي ( جهد الإنهيار ).
وللحصول على قيمة التيار العكسي IS , تكون العلاقة كالتالي
{\displaystyle I_{\mathrm {S} }=eA\left({\sqrt {\frac {D_{\mathrm {p} }}{\tau _{\mathrm {p} }}}}{\frac {n_{\mathrm {i} }^{2}}{N_{\mathrm {D} }}}+{\sqrt {\frac {D_{\mathrm {n} }}{\tau _{\mathrm {n} }}}}{\frac {n_{\mathrm {i} }^{2}}{N_{\mathrm {A} }}}\right),\,}

حيث 

e هو الشحنة الأولية.

A هي مساحة السطح.

Dp,n هما قانوني فيك للانتشار. 

ND,A  هما المتبرع والمستقبل في N وP 

ni هو تركيز الناقل في المواد شبه الموصله. 

{\displaystyle \tau _{\mathrm {p,n} }}  هما عمر حاملات الشحنة.

## ملحوظة
قيمة تيار التشبع ليست ثابتة , وتختلف باختلاف درجات الحرارة.